# Грищенко, Игорь Николаевич
И́горь Никола́евич Гри́щенко (укр. Ігор Миколайович Грищенко) — украинский военнослужащий, мастер-сержант, участник российско-украинской войны. Герой Украины (2024).

## Биография
С начала полномасштабного российского вторжения в Украину Игорь Грищенко принимал участие в боевых действиях на Киевском направлении, а затем — на юго-востоке страны. Он выполняет функции штурмана ударного комплекса беспилотных летательных аппаратов (БПЛА), уничтожая вражескую живую силу и технику.

## Награды
- Звание «Герой Украины» с удостоением ордена «Золотая Звезда» (23 февраля 2024) — за личное мужество и героизм, проявленные в защите государственного суверенитета и территориальной целостности Украины, верность военной присяге[1].